# Sverre Erik Jebens
Sverre Erik Jebens (* 29. September 1949 in Bergen, Norwegen) ist ein norwegischer Jurist.

## Leben
Jebens studierte Jura (Rechtswissenschaften) an der Universität Oslo (Examen 1977). In der Zeit von 1977 bis 1979 arbeitete er als Richter in Inderøy und anschließend zwischen 1980 und 1983 bei der Polizei in Trondheim. Von 1983 bis 1985 war Jebens im norwegischen Justizministerium tätig. 1988 wurde er Richter in Trondheim.
Von 2004 bis 2011 vertrat Jebens Norwegen als Richter am Europäischen Gerichtshof für Menschenrechte. Nach seiner Zeit in Straßburg kehrte er an das Frostating Berufungsgericht zurück, wo er 2018 ausschied und in den Ruhestand ging. Ab 2017 war er zudem als ad-hoc Richter am Europäischen Gerichtshof für Menschenrechte tätig und arbeitete als Dozent an der Universität Bergen.

## Publikationen
- Sverre Erik Jebens: Menneskerettigheter i straffeprosessen (zu dt.: „Menschenrechte im Strafprozeß“), Oslo 2004. ISBN 82-02-23997-4